# Rhynchospiza
Rhynchospiza är ett fågelsläkte i familjen amerikanska sparvar inom ordningen tättingar. Tidigare fördes arterna till släktet Aimophila, men DNA-studier visar att de inte alls är nära släkt. Släktet omfattar numera vanligen tre arter som förekommer i Sydamerika:
- Tumbessparv (R. stolzmanni)
- Chacosparv (R. strigiceps)
- Yungassparv (R. dabbenei)